# 斯里·發瑪瓦蒂
斯里·發瑪瓦蒂（1999年6月7日—），印度尼西亞女子羽毛球運動員。

## 簡歷
2016年10月，斯里·發瑪瓦蒂出戰巴林羽毛球國際挑戰賽女子單打項目，在決賽中以2-0的成績（21-14、21-16）擊敗隊友Asty Dwi Widyaningrum並奪得個人生涯中首個國際賽冠軍。

## 主要比賽成績
只列出曾進入準決賽的國際賽事成績：
| 年份   | 賽事                       | 公開賽級別 | 項目     | 成績   |
| ------ | -------------------------- | ---------- | -------- | ------ |
| 2016年 | 巴林羽毛球國際挑戰賽       | 國際挑戰賽 | 女子單打 | 冠軍   |
| 2018年 | 新加坡羽毛球國際系列賽     | 國際系列賽 | 女子單打 | 準決賽 |
| 2018年 | 巴林羽毛球國際系列賽       | 國際系列賽 | 女子單打 | 冠軍   |
| 2019年 | 馬來西亞羽毛球國際系列賽   | 國際系列賽 | 女子單打 | 冠軍   |
| 2019年 | 緬甸羽毛球國際系列賽       | 國際系列賽 | 女子單打 | 冠軍   |
| 2019年 | 巴林羽毛球國際系列賽       | 國際系列賽 | 女子單打 | 冠軍   |
| 2022年 | 東南亞大學運動會羽毛球比賽 | 其他       | 女子團體 | 銀牌   |
| 2022年 | 東南亞大學運動會羽毛球比賽 | 其他       | 女子單打 | 金牌   |
| 2022年 | 蒙古國羽毛球國際挑戰賽     | 國際挑戰賽 | 女子單打 | 冠軍   |
| 2022年 | 印尼羽毛球國際系列賽       | 國際系列賽 | 女子單打 | 準決賽 |

| 2007-2017年 | 首要超級賽 | 超級賽 | 黃金大獎賽 | 大獎賽 | 國際挑戰賽 | 國際系列賽 | 未來系列賽 | 其他 |

| 2018-2026年 | 總決賽 | 超級1000賽 | 超級750賽 | 超級500賽 | 超級300賽 | 超級100賽 | 國際挑戰賽 | 國際系列賽 | 未來系列賽 | 其他 |